# USS Ohio (BB-12)
USS Ohio (BB-12) – amerykański pancernik typu Maine. Trzeci okręt United States Navy noszący nazwę pochodzącą od 17 stanu.
Stępkę położono 22 kwietnia 1899 w Union Iron Works w San Francisco. Okręt został zwodowany 18 maja 1901, matką chrzestną była pani Helen Deschler. Jednostka weszła do służby 4 października 1904, pierwszym dowódcą został komandor Leavitt C. Logan.
1 kwietnia 1905 okręt opuścił San Francisco jako jednostka flagowa amerykańskiej Floty Azjatyckiej i udał się do Manili. Tam na pokład wszedł sekretarz wojny William Taft z osobami towarzyszącymi, m.in. panią Alice Roosevelt, córką prezydenta. Odwiedził wody japońskie, chińskie i filipińskie i wrócił do USA w 1907. Na jego pokładzie w tym czasie służył jako podchorąży (ang. midshipman) późniejszy admirał Chester Nimitz.
16 grudnia USS „Ohio” wypłynął z Hampton Roads wraz z pancernikami Floty Atlantyku. Oddał salut z dział prezydentowi Theodore Rooseveltowi, gdy ten dokonywał przeglądu wypływającej Wielkiej Białej Floty. Tak rozpoczął się pierwszy etap podróży dookoła świata, w której Stany Zjednoczone miały się zaprezentować jako jedna z głównych potęg światowych.
Okręt dowodzony przez kontradmirała Robley’a D. Evansa, a później przez kontradmirała Charlesa S. Sperry’ego wraz z flotą opłynął wschodnie i zachodnie wybrzeże Ameryki Południowej w drodze do San Francisco przez wody przylądka Horn (Kanał Panamski jeszcze wtedy nie istniał). 7 lipca 1908 wraz z innymi okrętami odpłynął na zachód w kierunku Hawajów, Nowej Zelandii i Australii. W czasie każdej wizyty amerykańskie okręty były witane z wielkim entuzjazmem, ale najbardziej przyjazna gościna spotkała je w Tokio, gdzie zakotwiczyły 18 października. Obecność floty amerykańskiej w Japonii była bardzo ważna ze względu na rosnące tarcia i rywalizację pomiędzy tymi dwoma krajami.
Flota odpłynęła do Xiamenu, wróciła do Jokohamy, przeprowadziła ćwiczenia artyleryjskie na Filipinach i 1 grudnia udała się w kierunku wschodniego wybrzeża USA. Po przepłynięciu przez Kanał Sueski 4 stycznia 1909 odwiedziła kilka portów Morza Śródziemnego. Podróż zakończyła się w Hampton Roads 22 lutego.
USS „Ohio” odpłynął do Nowego Jorku, który stał się jego portem macierzystym przez następne cztery lata służby. W tym czasie pełnił normalną służbę we Flocie Atlantyku, a także szkolił członków New York Naval Militia.
W 1914 popłynął do Zatoki Meksykańskiej, by przyłączyć się do patroli w pobliżu Veracruz, zabezpieczając w ten sposób amerykańskie interesy w czasie toczących się walk o władzę w Meksyku. Latem wrócił na północ, wziął podchorążych United States Naval Academy na rejs szkolny, następnie dołączył do Floty Rezerwowej w Filadelfii. W 1915 i 1916 dwukrotnie był powoływany do czynnej służby na letnie rejsy szkolne z podchorążymi.
24 kwietnia 1917 po tym, jak Stany Zjednoczone przystąpiły do I wojny światowej, USS „Ohio” został ponownie włączony do służby. W czasie wojny operował z Norfolk, brał udział w szkoleniach marynarzy potrzebnych w powiększającej się flocie. Brał także udział w manewrach pancerników. 28 listopada 1918 dotarł do Filadelfii, gdzie 7 stycznia 1919 został umieszczony w rezerwie. Wycofany ze służby 31 maja 1922 został sprzedany na złom 24 marca 1923.